# Свети Димитър (Потамия)
Вижте пояснителната страница за други значения на Свети Димитър.
„Свети Димитър“ (на гръцки: Ιερός Ναός Αγίου Δημητρίου) е възрожденска православна манастирска църква в Левки, южна махала на село Потамия на остров Тасос, Егейска Македония, Гърция, част от Филипийската, Неаполска и Тасоска епархия на Вселенската патриаршия.

## Местоположение
Църквата е католикон на метох на светогорския скит „Свети Йоан Предтеча“. Изградена в местността Адана, южно от Потамия, край реката Ватилакос в близост до пътя водещ към Кангелия и Теологос. Освен храма в манастирския комплекс е имало игуменски дом, конаци за монасите, три склада и воденица.

## История
Църквата е построена през 1845 г., както е видно от трите запазени надписа. Отвън на южната страна над вратата, над прозореца и над прозореца на северната страна е изписано 1845. Над южния прозерец има и триредов надпис, който обаче многократно покрит с вар.
След 1952 г. в манастира е разположен детски лагер на Министерство на социалното благосъстояние, игуменският дом е разрушен, а останалите сгради са адаптирани за новата употреба.

## Архитектура
В архитектурно отношение храмът е простен, компактен атонски тип. Куполът е малък. Външните размери са 8,20 m на 6,15 m, а дебелината на стените е 0,75 m. Двойна врата и четири стъпала водят вътре. Над горния праг има полукръгла ниша, в която обаче не е била изписан стенопис или той е бил унищожен и варосан.
Иконостасът е близо и площта на светилището е много голяма, вероятно заради възможността за служба от много свещеници. Иконостасът има три врати и четири царски изображения: на северната врата Архангел Михаил, „Свети Димитър“, „Света Богородица“, царските двери с Исус Христос, „Исус Христос“, Свети Йоан Кръстител и архангел Гавриил на южната врата. Над тях има зона с петнадесет малки икони, и най-накрая иконостасът завършва с дантела.
В светилището апсидата стига до земята. Протезисът е полукръгъл, а диакониконът е правоъгълна висока ниша, затворена с дървена врата. На стените на север и на юг има малки правоъгълни ниши и допълнителна полукръгла на северната стена. Подът на църквата е покрит с варосан цимент. Прозорците са малки единични, по един в центъра на всяка конха.
Отвън трите конхи са с интересно архитектурно решение, повлияно от ислямската архитектура.